# Ernst Alexander von Eschwege
Ernst Alexander von Eschwege, meist nur Alexander von Eschwege (* 15. September 1948 in Eschwege, Hessen; † 26. Oktober 2000 in Reichensachsen, Hessen) war ein deutscher Filmregisseur.

## Leben
Eschwege begann seine Laufbahn als Regieassistent im Jahre 1974 bei Reinhard Hauffs Zündschnüre. Danach war er als Regieassistent oder als Schauspieler von 1976 bis 1979 an insgesamt sechs weiteren Kinofilmen und zwei Fernsehfilmen beteiligt. 1979 drehte er seinen ersten eigenen Spielfilm, Der Tote bin ich.
1980 kooperierte er als Drehbuchautor und Regisseur mit Alexander Kluge, Volker Schlöndorff und Stefan Aust bei der Produktion des Dokumentarfilms „Der Kandidat“, der die Kanzlerkandidatur des CSU-Politikers Franz Josef Strauß bei der Bundestagswahl 1980 zum Thema hatte. Zwischen 1981 und 1990 drehte Eschwege sieben weitere Fernsehfilme bzw. Serien. In dieser Zeit trat er auch noch zweimal als Darsteller auf.
In den Jahren 1991 bis 1994 war er nur noch als Produzent oder Koproduzent von drei Filmen aktiv. Ab 1997 unterrichtete Eschwege an der Deutschen Film- und Fernsehakademie.

## Filmografie (Auswahl)

### Regisseur
- 1979: Der Tote bin ich
- 1980: Der Kandidat
- 1981: Flächenbrand (Fernsehfilm)
- 1985: Der Kampfschwimmer (Fernsehfilm)
- 1986: Seine letzte Chance (Fernsehfilm)
- 1986: Wochenendgeschichten (Fernsehserie)
- 1987: Großstadtrevier (Fernsehserie, 1 Folge in „Feine Gesellschaft“)
- 1988: Friedrich und Friederike (Fernsehserie)
- 1990: Liebesgeschichten (Fernsehserie)

### Darsteller
- 1976: Der Fangschuß
- 1977: Glücksucher
- 1979: Die Patriotin
- 1979: Phantasten
- 1984: Der Fall Bachmeier – Keine Zeit für Tränen
- 1985: Nicht nichts ohne Dich

### Produzent/Koproduzent
- 1991: Homo Faber (Herstellungsleitung)
- 1994: Der Blaue (Koproduzent)
- 1994: Mesmer (Koproduzent)